# Puntukas (Anykščiai)
Puntukas  je bludný balvan, druhý největší v Litvě. Leží 6 km na jih od města Anykščiai (okres Anykščiai, Utenský kraj), v krajinné rezervaci Anykščių šilelis, nedaleko řeky Šventoji. Je to přírodní, mytologický a historický památník. Geologickým památníkem byl vyhlášen roku 2000.
Do roku 1957 byl Puntukas považován za největší bludný kámen v Litvě, dokud ve vsi Puokė u městečka Barstyčiai nebyl při melioračních pracích obnažen bludný kámen Barstyčių akmuo.
V Puntukovi jsou vytesány basreliéfy letců Stepona Dariuse a Stasyse Girėna, pilotů Lituanicy, a slova jejich závěti litevskému lidu. Tyto basreliéfy a text v létě roku 1943 vytesal sochař Bronius Pundzius.
Složen je z amfibolicko-biotitická žuly (rapakivi). Váží kolem 265 tun, je 6,5 m dlouhý, 6,7 m široký a 5,7 m vysoký (z toho 1,5 m pod zemí). Jeho objem je asi 100 m³.
Na jihovýchod od Anykščiů je jeho menší „bratr“ Puntuko brolis.